# Message-oriented middleware

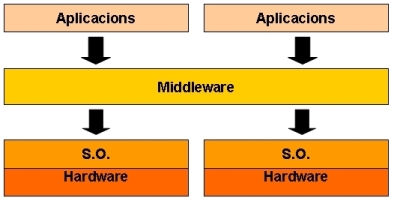
Fig.1 Estructura de MOM

Message-oriented middleware (MOM acrònim anglès) és una infraestructura de programari/maquinari intermediari amb l'objectiu d'enviar i rebre missatges entre sistemes distribuïts. MOM permet que les aplicacions estiguin localitzades en diferents plataformes i d'aquesta manera es redueix la complexitat de desenvolupament a través de diferents sistemes operatius i protocols de xarxa. El programari intermediari crea una capa de comunicacions distribuïda que aïlla l'aplicació dels detalls de les diferents interfícies.

## Tipus de programari intermediari (middleware)
- Remote Procedure Call (o RPC-based middleware), implementa un model de missatges síncron.
- Object Request Broker (o ORB-based middleware), implementa un model de missatges síncron.
- Message-oriented middleware (o MOM-based middleware), implementa un model de missatges asíncron.

## Avantatges de MOM
- Model de comunicació asíncron.
- Encaminament (routing) de missatges.
- Transformació dels missatges.

## Inconvenients de MOM
- Necessitat d'un component addicional, l'agent de missatges (o message broker).

## Estàndards MOM
- Enduro/X d'ATR Baltic.
- Tuxedo d'Oracle.
- Advanced Message Queuing Protocol (AMQP) d'ISO i OASIS.
- High-Level Architecture (HLA IEEE 1516) d'IEEE.
- MQ Telemetry Transport (MQTT) és una norma ISO (ISO/IEC PRF 20922) aprovada per OASIS.